# Estádio Saroldi
Estádio Saroldi (nome completo: Parque Federico Omar Saroldi) é um estádio de futebol situado na cidade de Montevidéu e pertence ao Club Atlético River Plate. Sua capacidade é de 12 mil espectadores.